# Bindergasse (Bozen)

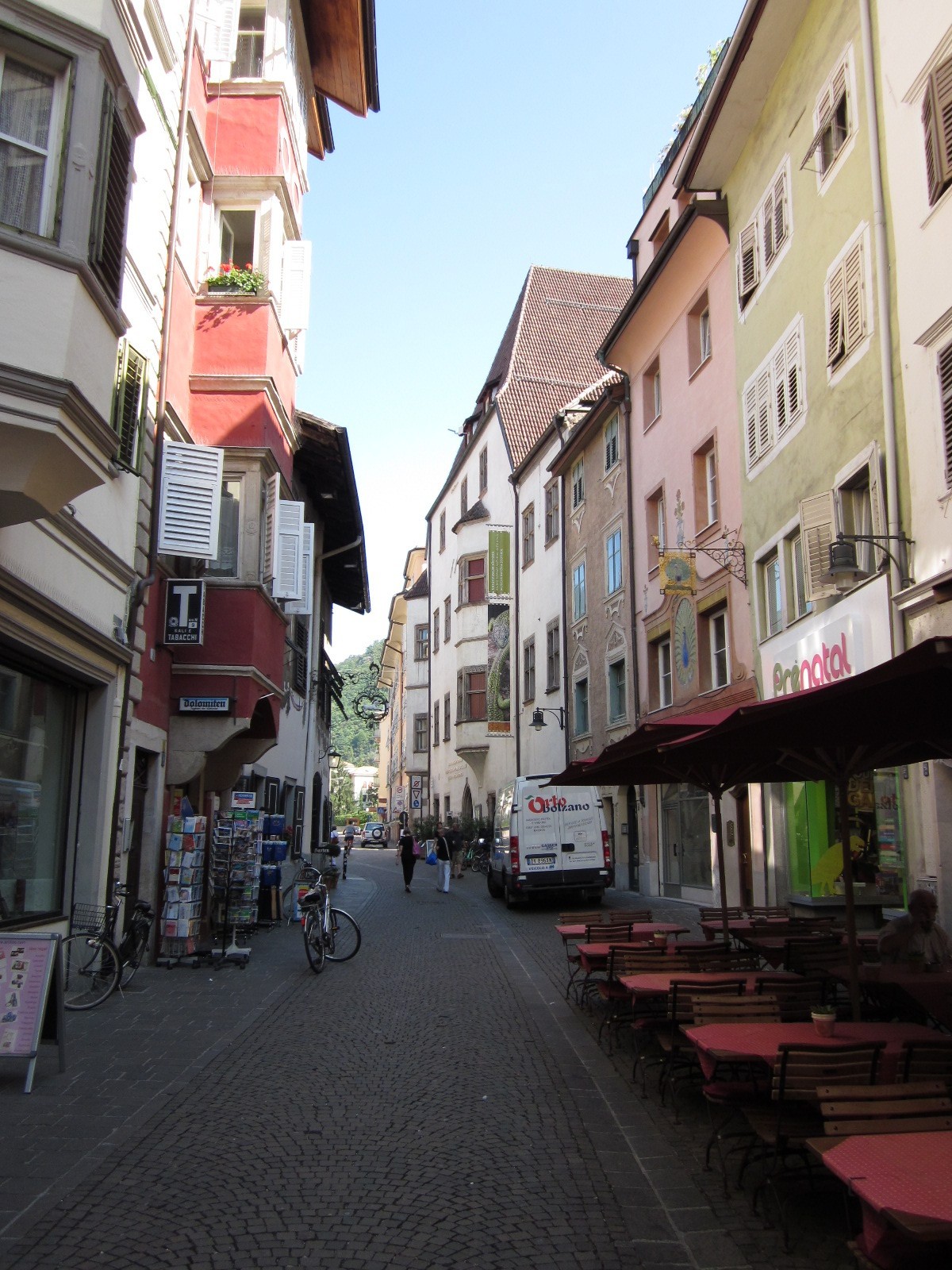
Die Bindergasse in Bozen (gegen Norden)

Die Bindergasse (italienisch Via Bottai) ist eine der ältesten Straßen der Stadt Bozen.

## Geschichte

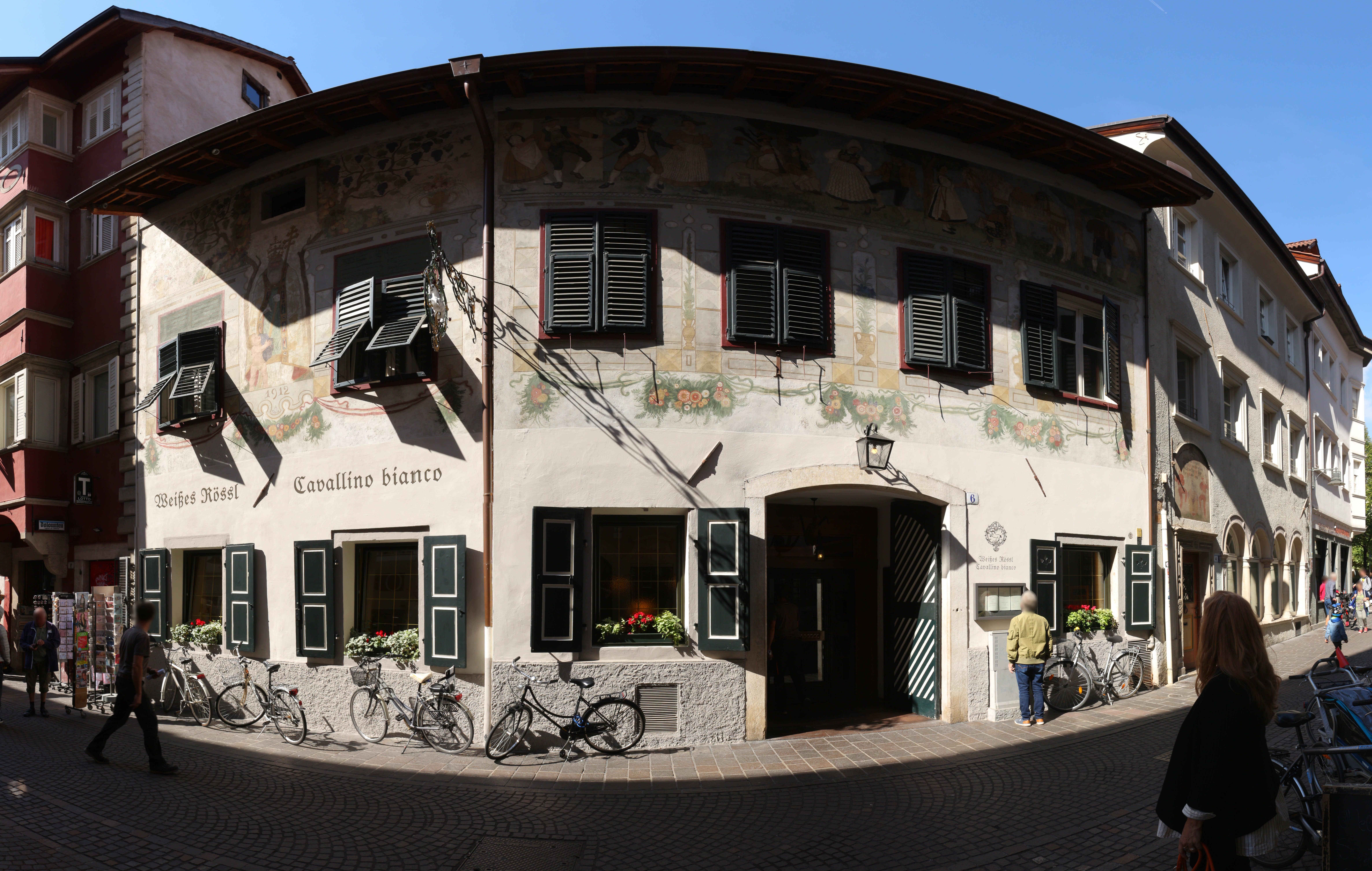
„Weißes Rössl“

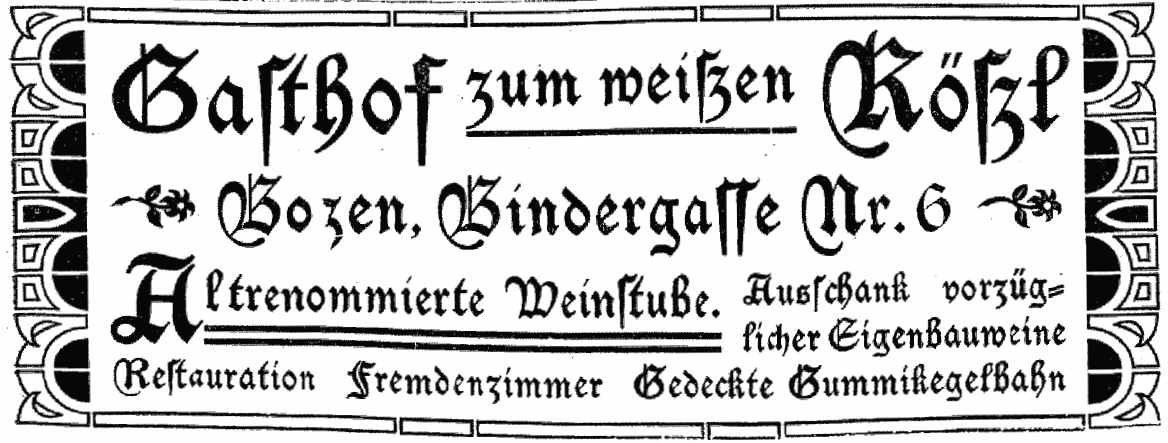
Werbeschaltung des „Weißen Rössls“ von 1913

Um 1210, etwa 30 bis 40 Jahre nach der Gründung der städtischen Marktsiedlung Bozens, initiierten die Herren von Wangen (die Brüder Albero und Bertold) auf ihren im Osten und Nordosten des bischöflichen Marktes gelegenen Gründen eine Stadterweiterung. Ihr Bruder Friedrich von Wangen war damals Bischof von Trient. So konnten sich die Herren von Wangen für die neue Vorstadt auch die niedere Gerichtsbarkeit sichern. Die Bindergasse wurde mit der heutigen Vintlerstraße und der östlichen Häuserfront der heutigen Weintraubengasse wohl um 1215 angelegt. Die Bindergasse wurde die vordere Gasse genannt. Nach der Zusammenlegung der bischöflichen Altstadt und der beiden Vorstädte setzte sich die Bezeichnung Wangergasse durch, die später in Wagnergasse (nach dem Gewerbe der Wagner) umgedeutet wurde. Das Gesamttiroler Urbar Graf Meinhards II. von 1288 verzeichnet landesfürstlichen Besitz ze Botzen in der gazzen, deu herren Fridereiches von Wange waz bzw. in der gazzen herren Beraldi von Wange, was zum Amt Gries gerechnet wird. Im Jahr 1297 wird die Gasse in den städtischen Urkunden als contrata dominorum de Wanga, 1403 als Wangergazze und 1499 als Wangergassen bezeichnet. Vermutlich erst im 18. Jahrhundert wurde aus der Wagnergasse die Bindergasse (nach dem in Bozen als [Fass-]„Binder“ bezeichneten Beruf des Küfers).

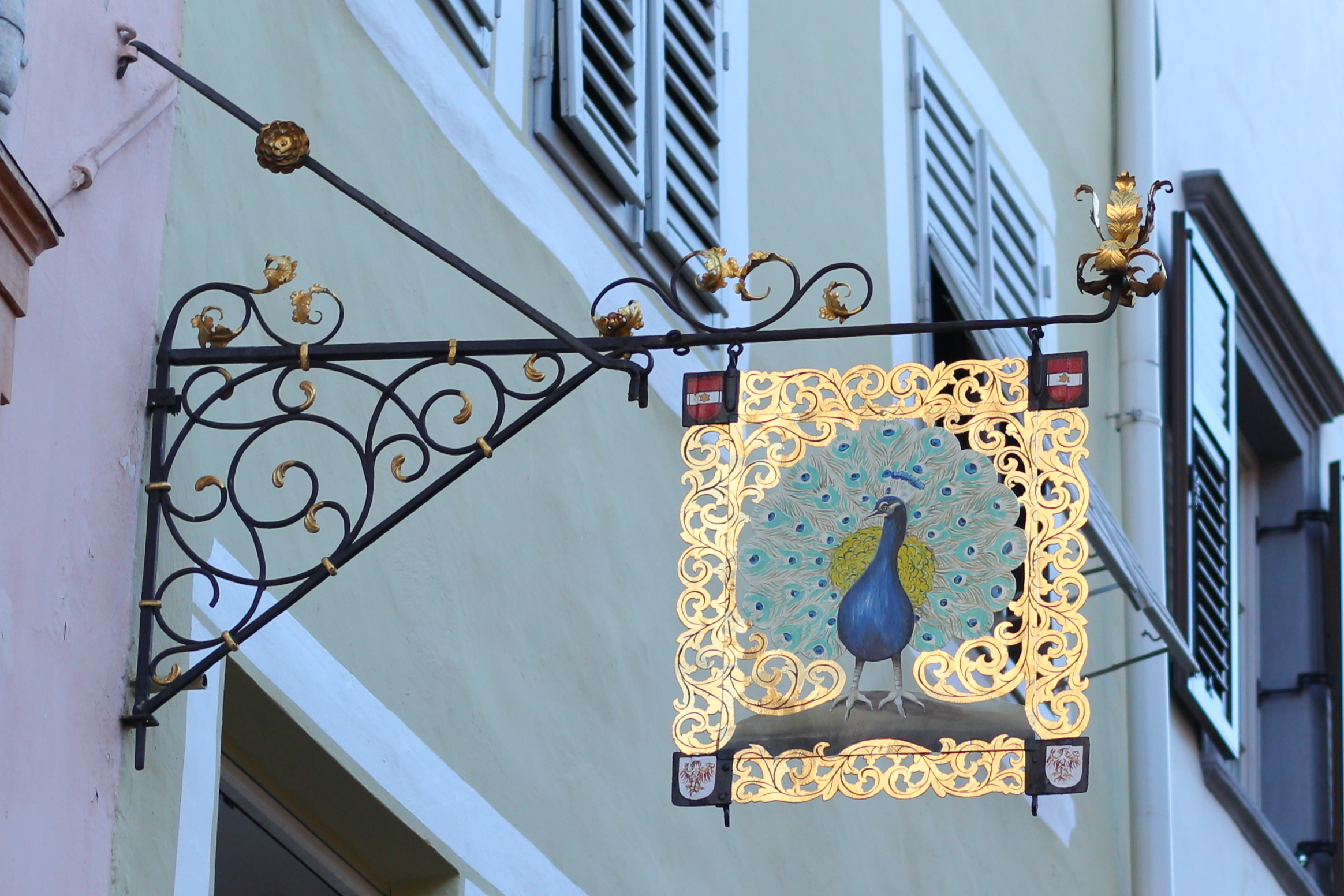
Wirtshausschild des Gasthauses „Pfau“

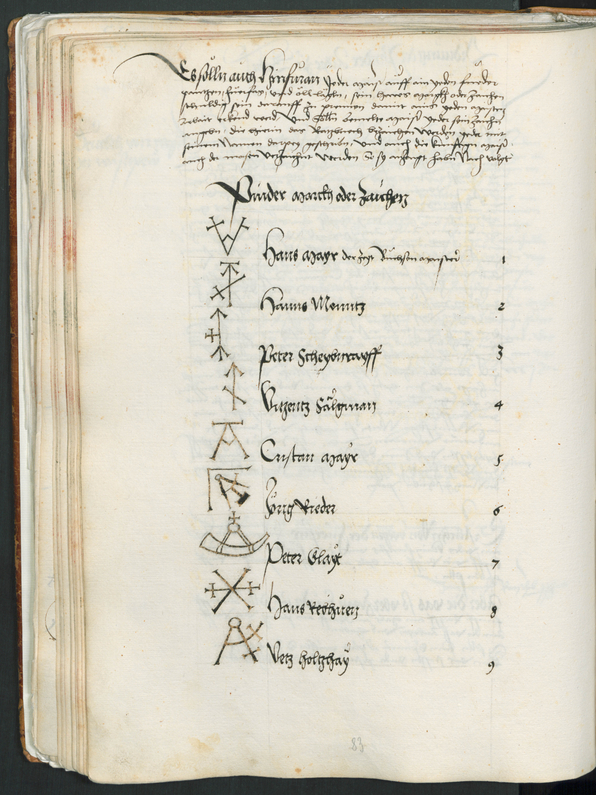
Brandzeichen der Bozner Fassbinder im Bozner Stadtbuch aus dem Jahr 1518

In der Bindergasse befanden sich schon sehr früh mehrere Wirtshäuser, das älteste war der „Pfau“, der allerdings zuletzt nur mehr als Bar betrieben und 2009 endgültig geschlossen wurde. Somit ist laut eigener Aussage das „Weiße Rössl“ in der Bindergasse das älteste Gasthaus der Stadt Bozen. Weitere historische Gaststätten in der Bindergasse sind das Restaurant „Eisenhut“ und das Hotel Mondschein. Diese sind auch an den historischen Wirtshausschildern zu erkennen; das Nasenschild ist auch das einzige, das an das ehemalige Gasthaus „zum Schlüssel“ erinnert.

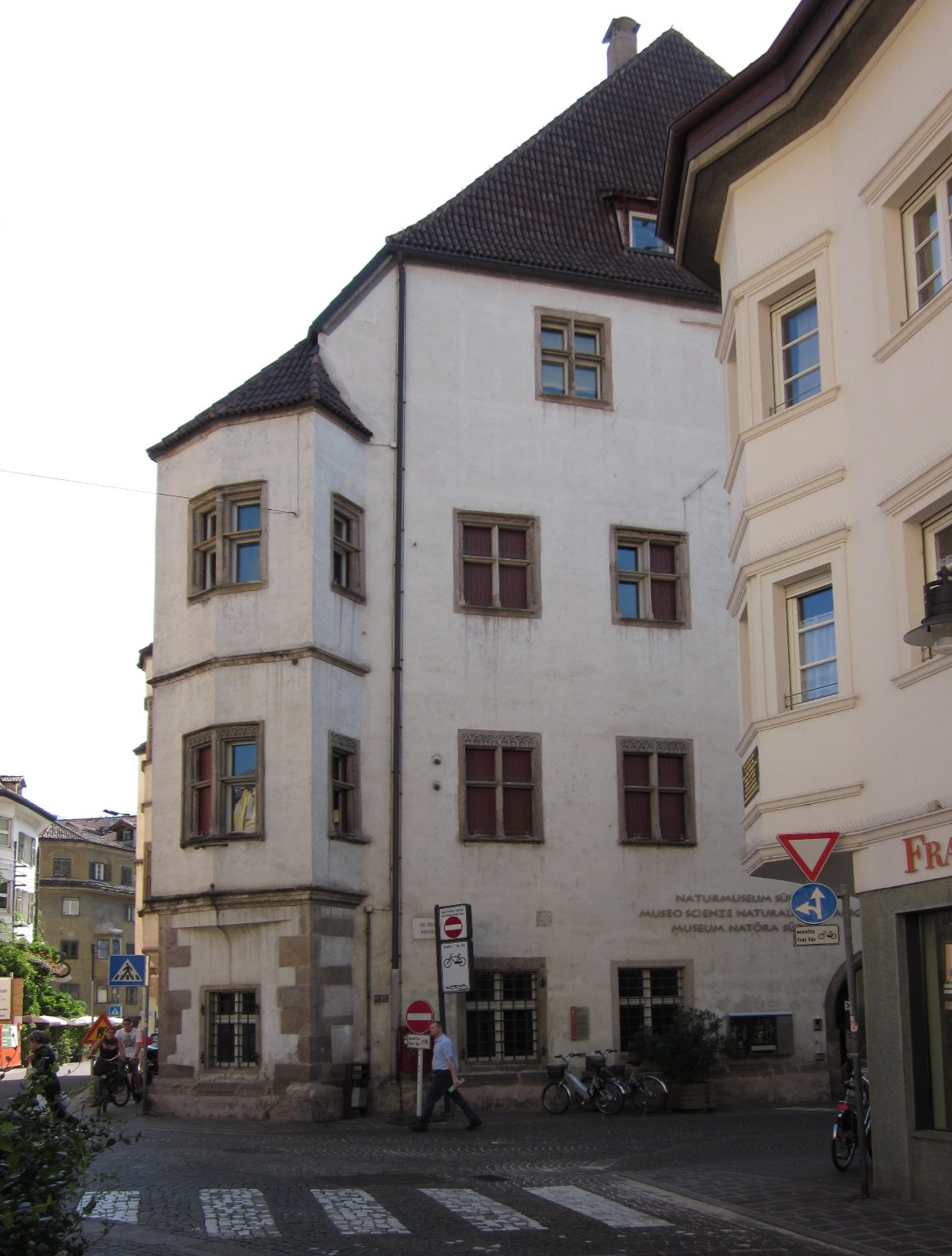
Das ehemalige Landesfürstliche Amtshaus

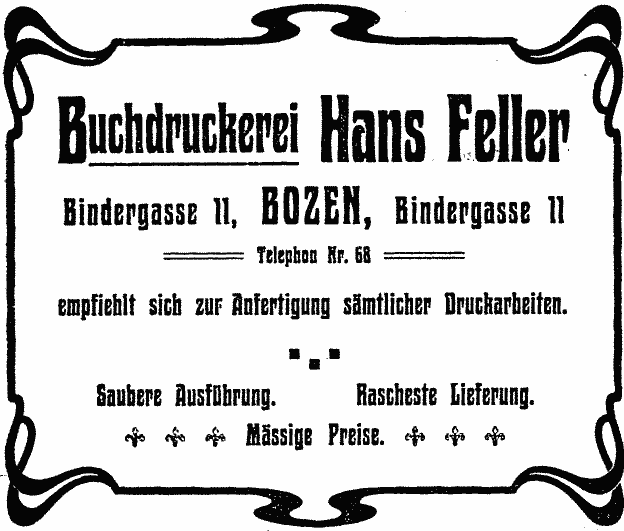
Werbeschaltung der Buchdruckerei Hans Feller in der Bindergasse, Bozner Nachrichten, 1898

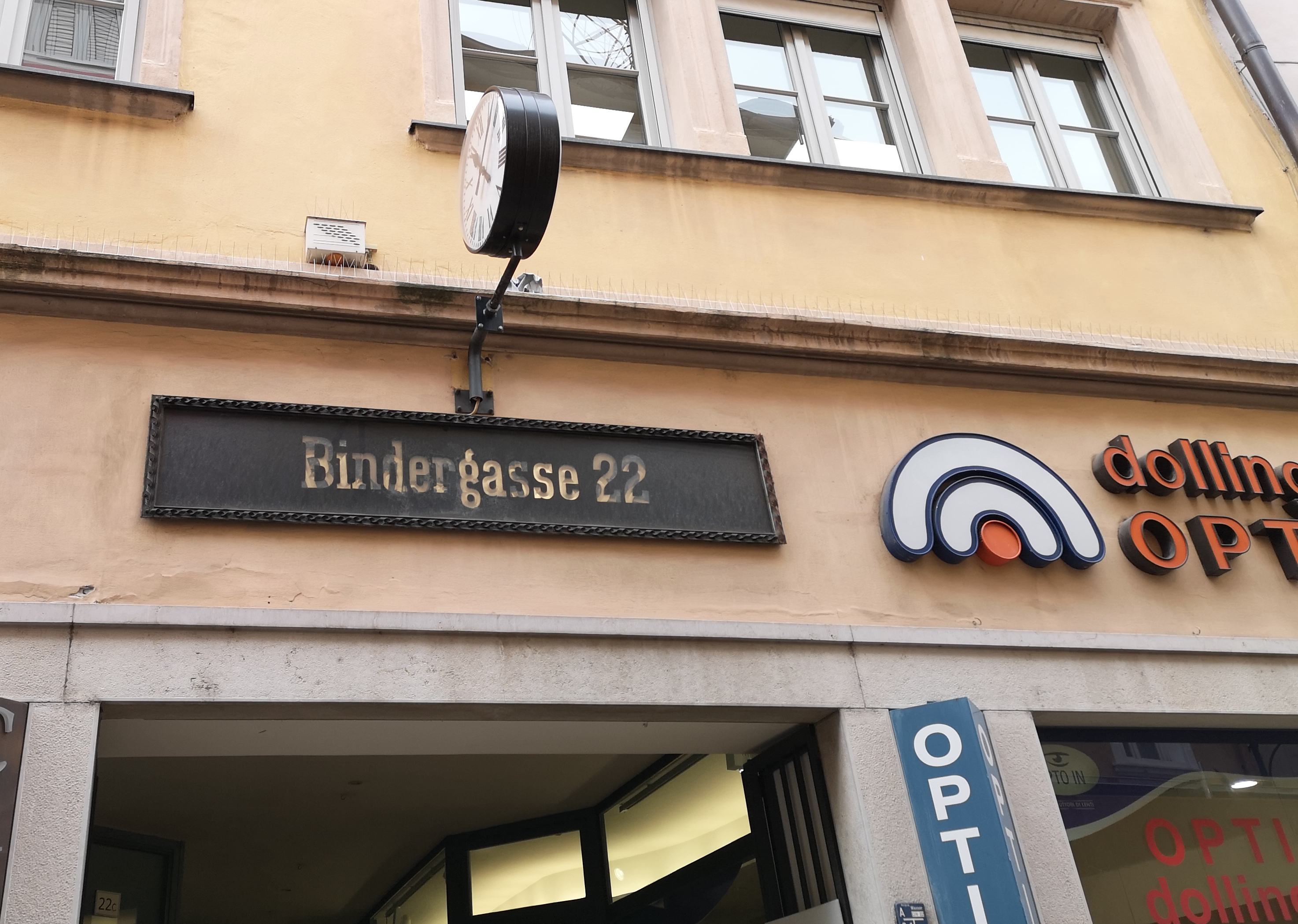
Altes Straßenadressschild mit der Bezeichnung Bindergasse 22

Unter König Maximilian I. wurde am nördlichen Ende der Bindergasse um 1500 das Landesfürstliche Amtshaus errichtet. Laut Beda Weber hat Maximilian das Haus auch gelegentlich als Residenz genutzt. Später wurde im Amtshaus das Postamt eingerichtet, aus dem Postamt wurde im Herbst 1850 das Post- und Telegrafenamt. Das Postamt wurde 1890 in das neue Postamt gegenüber der Pfarrkirche verlegt, wo sich noch heute das Hauptpostamt und die Bozner Filiale des Postministeriums befinden. Das Gebäude gegenüber vom Amtshaus gehörte um 1600 dem Bistum Augsburg und erhielt nach dessen Patronin den Namen St.-Afra-Haus. Es ging 1803 an die damalige bayerische Landesherrschaft über, die darin das Bozner Gefängnis einrichten ließ. Hier waren 1810 auch die Freiheitskämpfer Andreas Hofer und Peter Mayr kurzzeitig inhaftiert. Das im Zweiten Weltkrieg großteils zerstörte Haus wurde hernach wieder originalgetreu aufgebaut, doch haben die tiefen Keller das Bombardement unbeschadet überstanden.
Am Nordende der Gasse befand sich das 1273 erstmals erwähnte sog. Vintlertor, an dem die Zollstraße (heute Andreas-Hofer-Straße) von der Zollstange her und die Weggensteinstraße von den „Malgreien“ (Ortsteilen) Dorf und St. Peter her aufeinander treffen. Die Weggensteinstraße wurde bis zur Mitte des 20. Jahrhunderts hauptsächlich von den Sarnern genutzt, um nach Bozen zu kommen. In der Bindergasse gab es daher einen Hufschmied, der die Pferde der Sarner versorgt und aufgenommen hat. Später war hier die Endstation einer städtischen Buslinie. Die vielen Gasthäuser der Straße verdankten sich der Verkehrsbedeutung der Straße.
Der historische Gasthof „zum Pfau“ (Bindergasse Nr. 5) gilt als Geburtsort des Perlaggens, das hier 1833 zum ersten Mal gespielt worden sein soll.
Im 19. Jahrhundert wurde die sog. Ritsche oder Wiere (ein Kanal zur Versorgung der Häuser mit Nutzwasser), die bis dahin offen durch die Straße verlief, verbaut.

## Die Bindergasse heute
Fassbinder oder Böttcher bzw. Küfer gibt es Bozen schon lange nicht mehr. Die Bindergasse hat aber großteils ihr historisches Aussehen bewahrt, auch wenn einige Gebäude neuen Zweckbestimmungen zugeführt wurden; aus dem Landesfürstlichen Amtshaus wurde das Naturmuseum Südtirol, aus dem St.-Afra-Haus ein Haus mit Wohnungen für selbständige Senioren, und das Gasthaus „Weißes Rössl“ hat seine Beherbergungsfunktion aufgegeben und setzt auf bodenständige Küche.
Im Obergeschoss des „Pfauen“ befindet sich die Parteizentrale der Südtiroler Grünen. Neben den bereits genannten Gaststätten gibt es drei weitere Bars und eine Pizzeria. Auch mehrere Bäckereien bzw. Brotgeschäfte säumen die Straße.
Weiters befindet sich in der Bindergasse ein Supermarkt, der Sitz des ASGB und die Abteilung für Ladinische Schule und Kultur.
Die Bindergasse gehört heute zu Bozens Fußgängerzone, kann aber von Taxis und (zu gewissen Zeiten) Zulieferern und Anrainern in nördlicher Richtung befahren werden.